# بهشت (ترانه تروی سیوان)
«بهشت» تک‌آهنگی از هنرمند اهل استرالیا تروی سیوان به همراهی بتی هو است که در ۱۷ اکتبر ۲۰۱۶ منتشر شد. این تک‌آهنگ در آلبوم محله غمگین قرار داشت. موضوع این ترانه دگرباشی جنسی است و موزیک ویدئوی آن یک روز قبل از مراسم تحلیف دونالد ترامپ منتشر شد.